# 111 Eighth Avenue
111 Eighth Avenue, auch bekannt als Google Building, ist ein im Besitz von Google LLC befindliches Bürohochhaus in Manhattan in New York City, USA. Mit etwa 274.000 m² Nutzfläche ist es das drittgrößte Bürogebäude der Stadt.

## Beschreibung
Das Hochhaus befindet sich im Stadtteil Chelsea im Südwesten von Midtown Manhattan und umfasst einen ganzen Block zwischen der Eighth Avenue und Ninth Avenue sowie der West 15th Street und West 16th Street. In der 9th Avenue liegt gegenüber der bekannte und trendige Lebensmittelmarkt Chelsea Market.
Das im Art-déco-Stil erbaute Gebäude ist 80,5 m hoch und hat 17 Etagen. Es ist etwa 250 m lang und 65 m breit und nimmt etwa eine Fläche von zwei Fußballfeldern ein. Die beiden Gebäudeenden an der 8th und 9th Avenue besitzen Penthäuser. Die Wände bestehen größtenteils aus Ziegeln mit Granitsockel. Die ersten beiden Stockwerke sind aus Kalkstein, die Mauerkrone und der Dachschmuck sind aus Terrakotta. Auf dem Dach des Penthauses an der 9th Avenue befindet sich ein Hubschrauberlandeplatz. Neben dem Eigentümer Google beherbergt das Gebäude das „Colocation-Rechenzentrum New York Data Center“, ein Krebsbehandlungszentrum und ein Black-Box-Theater. Das Gebäude hat direkten Zugang zur Station 14th Street/Eighth Avenue der New York City Subway, wo die Linien  und  verkehren.

## Geschichte
Das Grundstück diente als Union Inland Terminal # 1, als Frachtzentrum und Lagerhaus. Der Neubau von 111 Eighth Avenue wurde von Lusby Simpson vom Architekturbüro Abbott, Merkt & Co. geplant. Seine erste Nutzung nach der Fertigstellung im Jahre 1932 erfolgte durch die kaufmännischen Abteilungen der Port Authority of New York and New Jersey und war der Sitz der Hauptverwaltung der Authority, bis diese Tätigkeiten in die von der Authority errichteten Neubauten im World Trade Center verlegt wurden.
1998 erwarb die Investmentfirma Taconic Partners das Gebäude und gestaltete es bis 2000 umfassend zu einem rentablen Bürogebäude um. Seitdem dient 111 Eighth Avenue als Carrier Hotel, in dem verschiedene Nutzer ihre technischen Einrichtungen, Server und Vorratshaltungen untergebracht haben und die dort mit den unterschiedlichsten Telekommunikations- und anderen Netzwerk-Unternehmen im selben Gebäude verbunden werden. Ein bedeutender Nutzer ist die Firma Google, die das Gebäude im Jahre 2010 für 1,8 Milliarden US-Dollar erwarb. Die Präsenz von Google trägt dazu bei, dass sich weitere Technologieunternehmen in Chelsea ansiedeln und eine fortschreitende Gentrifizierung des Viertels stattfindet.

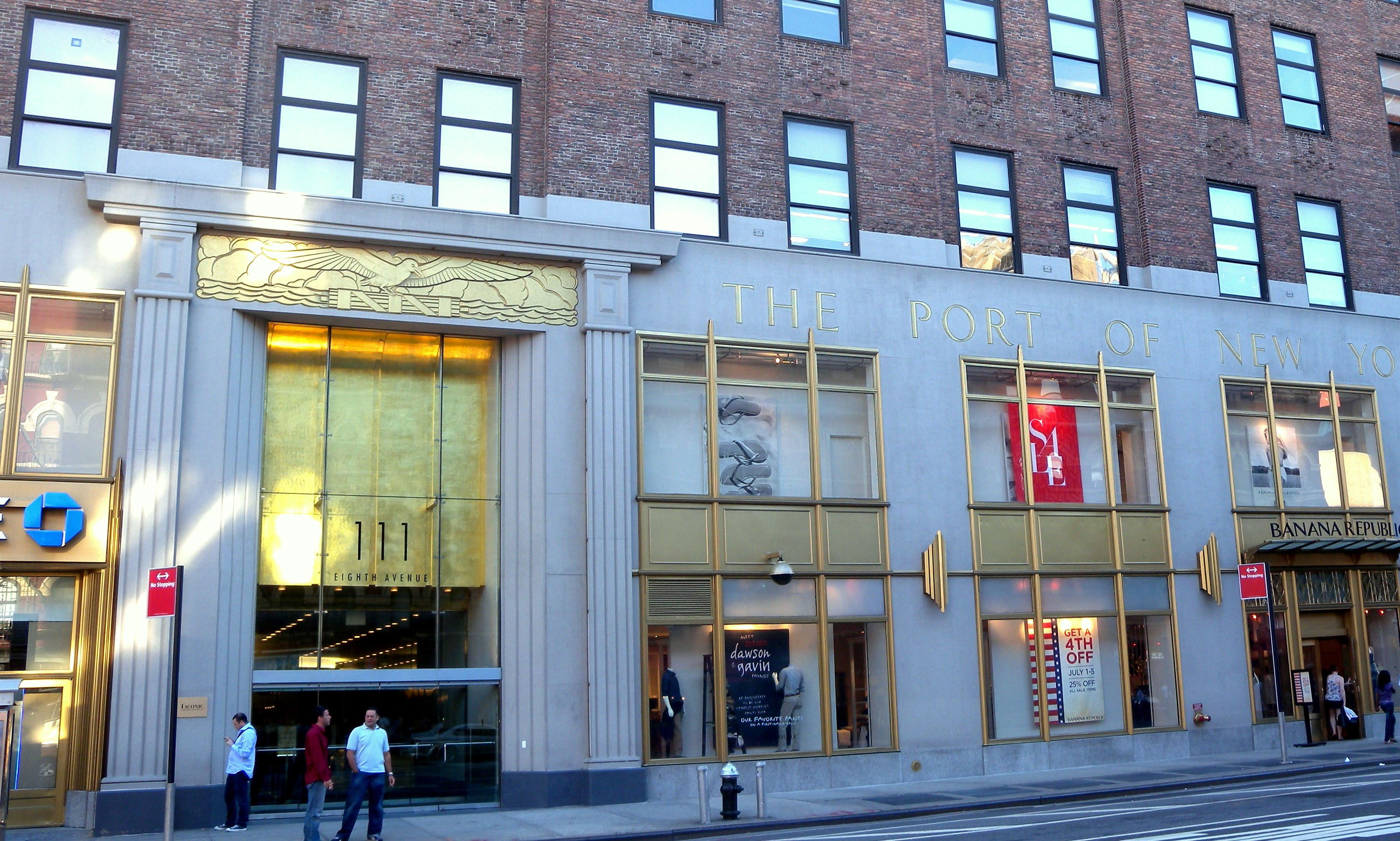
Eingangsportal an der 8th Avenue

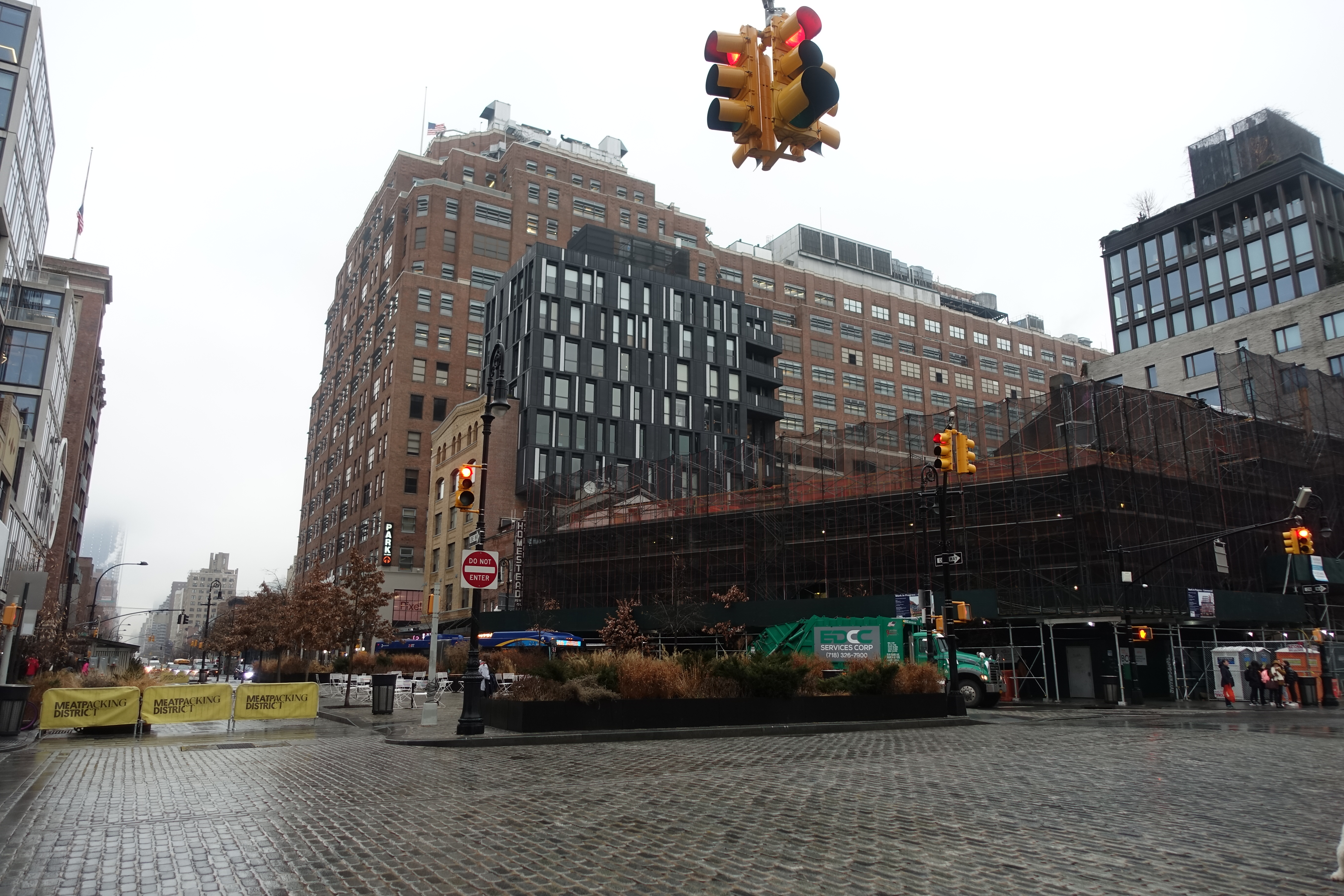
Blick von der 14th Street und Meatpacking District.